# Мешхед
Мешхед (перс. مشهد‎ произношениео файле) — второй по величине и численности населения (после Тегерана) город Ирана, административный центр остана (провинции) Хорасан-Резави, один из главных священных городов для мусульман-шиитов.

## История
На протяжении всей своей истории Мешхед имел значение важного политического, культурного и религиозного центра. В 818 году в деревне Санабад, возле Туса, внезапно скончался 8-й шиитский имам Али бен Муса ар-Рида (персидское — Имам Реза), зять халифа ал-Мамуна. По преданию, его отравил сын самого популярного из багдадских халифов Харуна ар-Рашида. Место мученической гибели (по-арабски — машхад) Резы у мусульман весьма почитаемо, особенно у шиитов. На месте гробницы был позднее сооружён Мавзолей Имама Резы. Позднее деревушка Синабад, в период разрушения города Тус, стала расти и развиваться, превращаясь в город Машхад. Впервые слово «машхад» как название города было употреблено в X веке географом ал-Мукаддаси. А арабский путешественник Ибн Баттута в XIV веке писал о «городе Машхад ар-Рида».
Машхад является священным городом шиитов. В нём расположен Мавзолей Имама Резы, особо почитаемого в Иране. Ежегодно Мешхед посещают около 20 миллионов паломников и туристов.

### Монгольское вторжение: Ильханаты

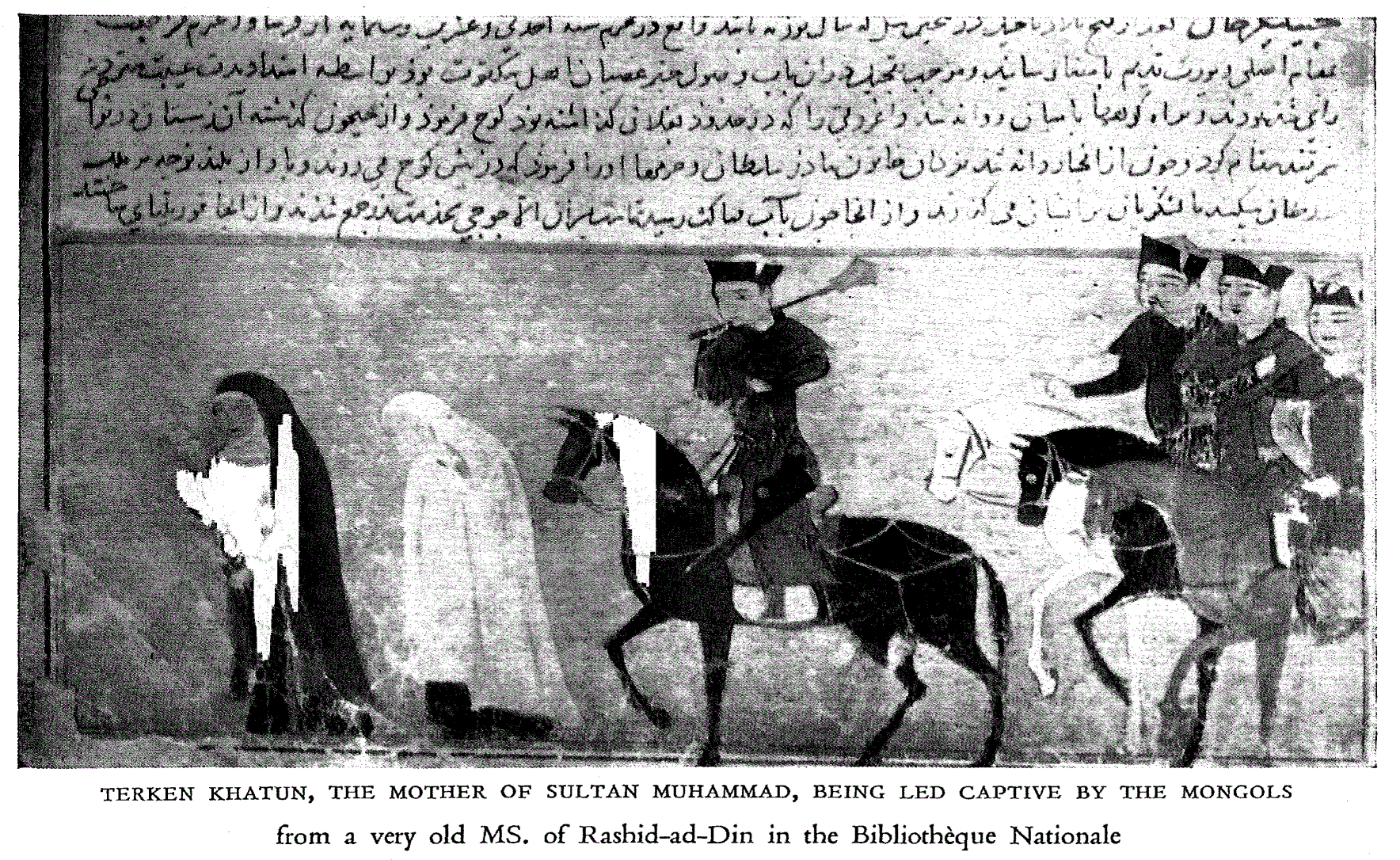
Туркан-хатун, де-факто соправитель хорезмшаха Мухаммеда II, известная, как «королева турок», была захвачена монгольской армией.

Хотя некоторые считают, что именно после смерти ар-Рида город назывался Мешхад аль-Ридха (место мученичества аль-Ридхи), кажется, что Мешхед, как название места, впервые появляется в ал-Макдиси, то есть, в последней трети X века. Примерно в середине XIV века, путешественник Ибн Баттута использует выражение «город Мешхед-аль-Рида». К концу средневековья, название Нукан, которое всё ещё встречается на монетах Ильханата первой половине XIV века, по-видимому, постепенно вытесняется аль-Машхадом или Мешхадом.
Уже в IX веке начинается паломничество к месту захоронения ар-Рида и к концу IX века на его могиле был построен купол, вокруг которого возникло множество зданий и базаров. В течение более чем тысячелетия своей истории город был несколько раз опустошен и восстановлен. В 1161 году Мешхед заняли турки-огузы, но они пощадили священное место. Мешхед не считался великим городом, пока монгольские набеги в 1220 году, которые привели к разрушению многих крупных городов Хорасана, оставили Мешхед относительно нетронутым в руках монгольских командиров из-за могил имама Резы и Харуна аль-Рашида (останки последнего позже были вывезены и украдены). Таким образом, оставшиеся в живых после убийства мигрировали в Мешхед.
Единственное известное блюдо из Мешхеда, «Шолех Машхади» (شله مشهدی) или «Шолех», восходит к эпохе монгольского вторжения, считается, что его готовят с любой доступной пищей (основными ингредиентами являются мясо, зерна и обильные специи) и быть монгольским словом. Когда путешественник Ибн Баттута посетил город в 1333 году, он сообщил, что это большой город с обильными фруктовыми деревьями, потоки и мельницы. Великолепный купол из элегантного здания преодолевает благородный мавзолей, стены украшены цветными плитками.

### Тимуридская империя
Похоже, что значение Санабад-Мешхеда постоянно возрастало с ростом славы его святилища и упадка Туса, который получил смертельный удар в 1389 году от Миран Шаха, сын Тамерлана и наместник Хорасана. Когда монгольский правитель, который управлял этим местом, восстал и попытался добиться независимости, Миран Шах был отправлен против него его отцом. Туса взяли штурмом после осады, растянувшейся на несколько месяцев, разграбили и разрушили до основания; при этом были убиты 10 000 жителей. Те, кто избежал уничтожения, поселились в приюте святилища Алида. Тус отныне был оставлен, и Мешхед стал столицей района.
Позже, во время правления тимурида Шахруха Мирзы, Мешхед стал одним из главных городов царства. В 1418 году, его жена Гаухаршад бегим финансировала строительство рядом со святыней выдающейся мечети, которая известна теперь как Мечеть Гохаршад. Мечеть остается относительно неповрежденной к этой дате, его большой размер показатель к статусу города состоялось в XV веке.

## Транспорт

### Авиация
Мешхед является одним из крупнейших транспортных узлов Ирана. В юго-восточной части города находится один из самых загруженных и крупнейших аэропортов Ирана — международный аэропорт «Мешхед» имени Шахида Хашеминеджада, годовой пассажиропоток которого составляет более 10 миллионов человек (2017). Наряду практически со всеми аэропортами городов Ирана, имеет воздушное сообщение также с городами ряда государств.

### Железные дороги
Через Мешхед проходит также железная дорога, в городе расположена железнодорожная станция. Мешхедский железнодорожный узел является крупнейшим железнодорожным узлом на северо-востоке Ирана. Железными дорогами Мешхед связан со столицей — Тегераном на западе, Серахсом (Туркменистан) на востоке и Бафком (остан Йезд) на юге. Все железнодорожные составы, следующие из стран Средней Азии в Иран и обратно, проходят через Мешхед.

### Автомобильное сообщение
Помимо линий обычного автобуса работают также линии скоростного автобуса (BRT).

### Общественный городской транспорт
По Мешхеду из видов городского общественного транспорта курсируют автобусы, частные и государственные службы такси, а также Мешхедский метрополитен, открытый в 2011 году и имеющий две линии с 32 станциями, протяженностью 34 км.

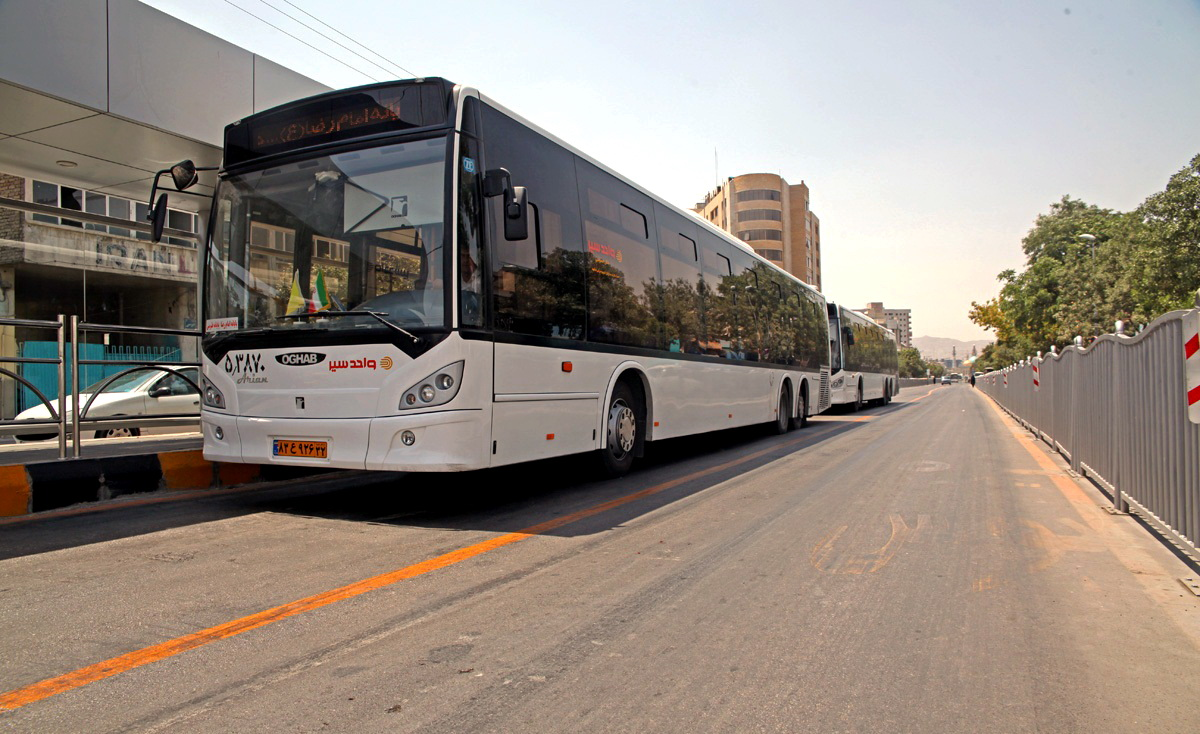
Линия скоростного автобуса
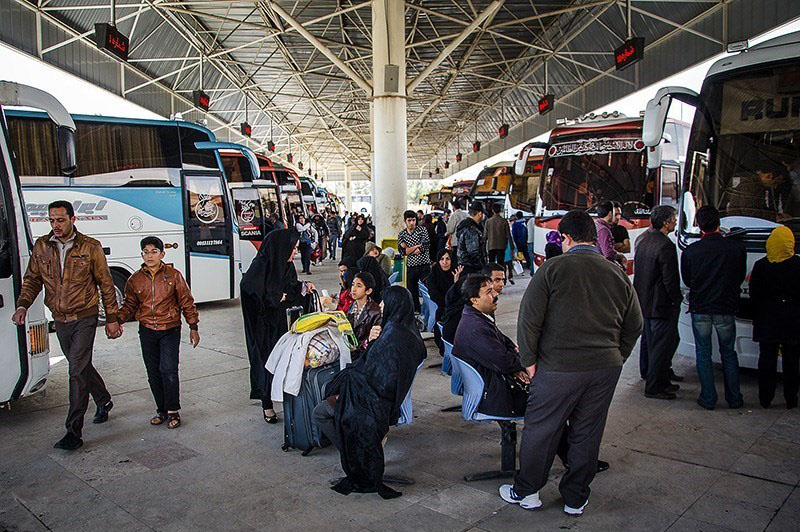
Автобусная станция «Имам Реза»
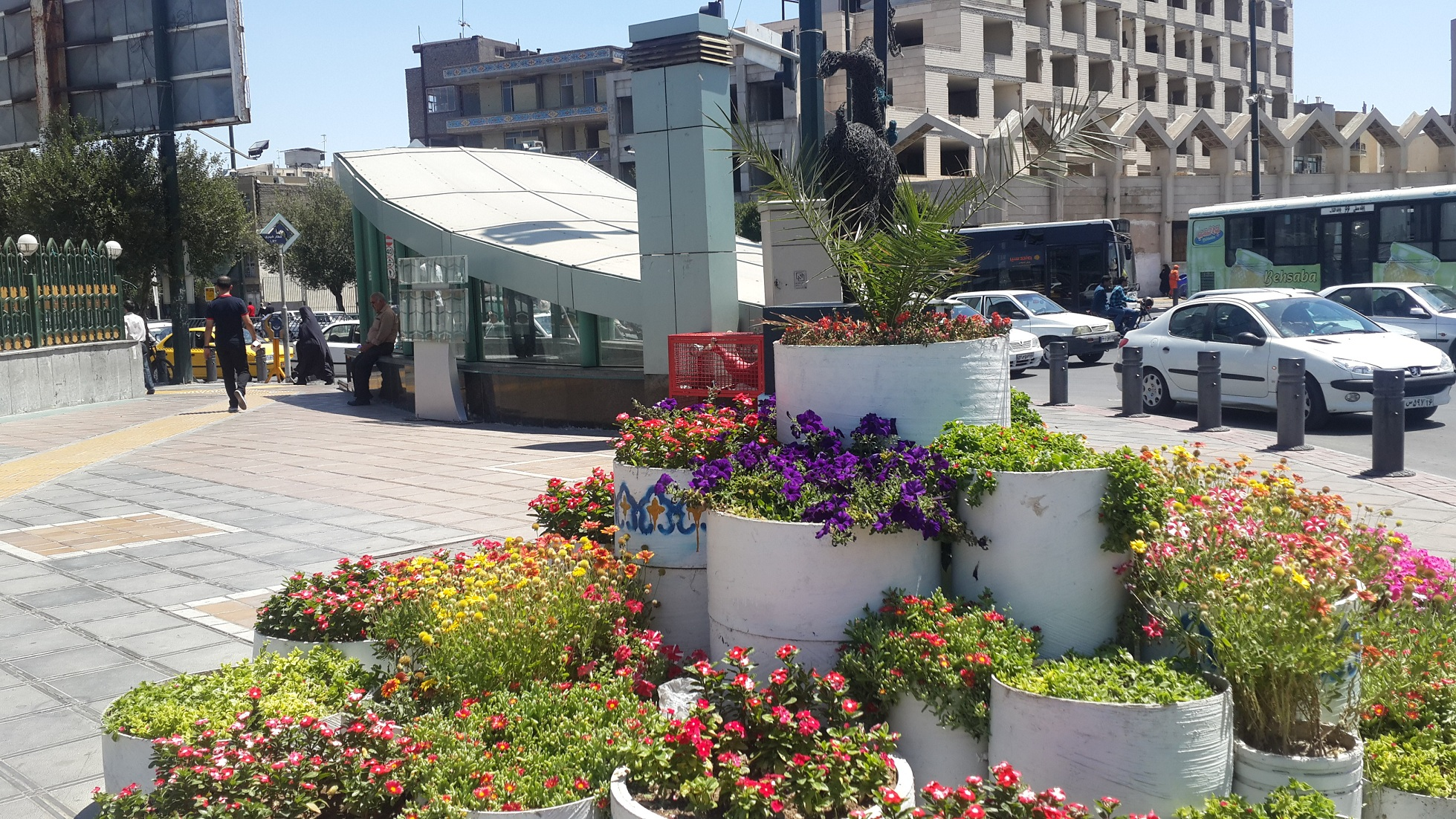
Мешхедский метрополитен
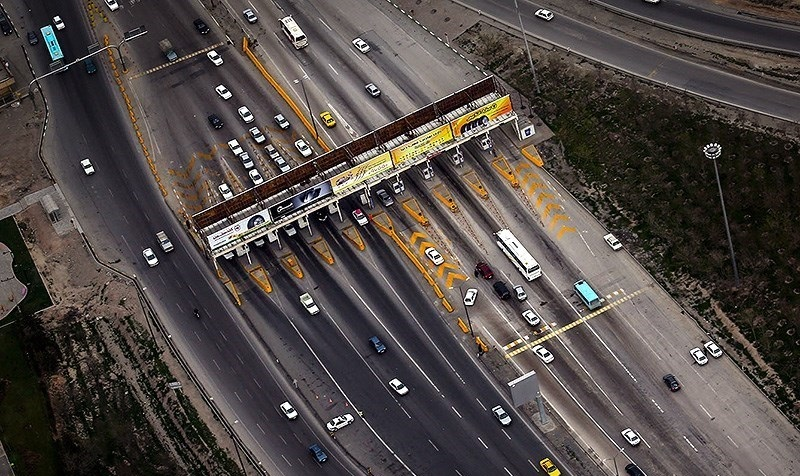
Платные шоссе в Мешхеде
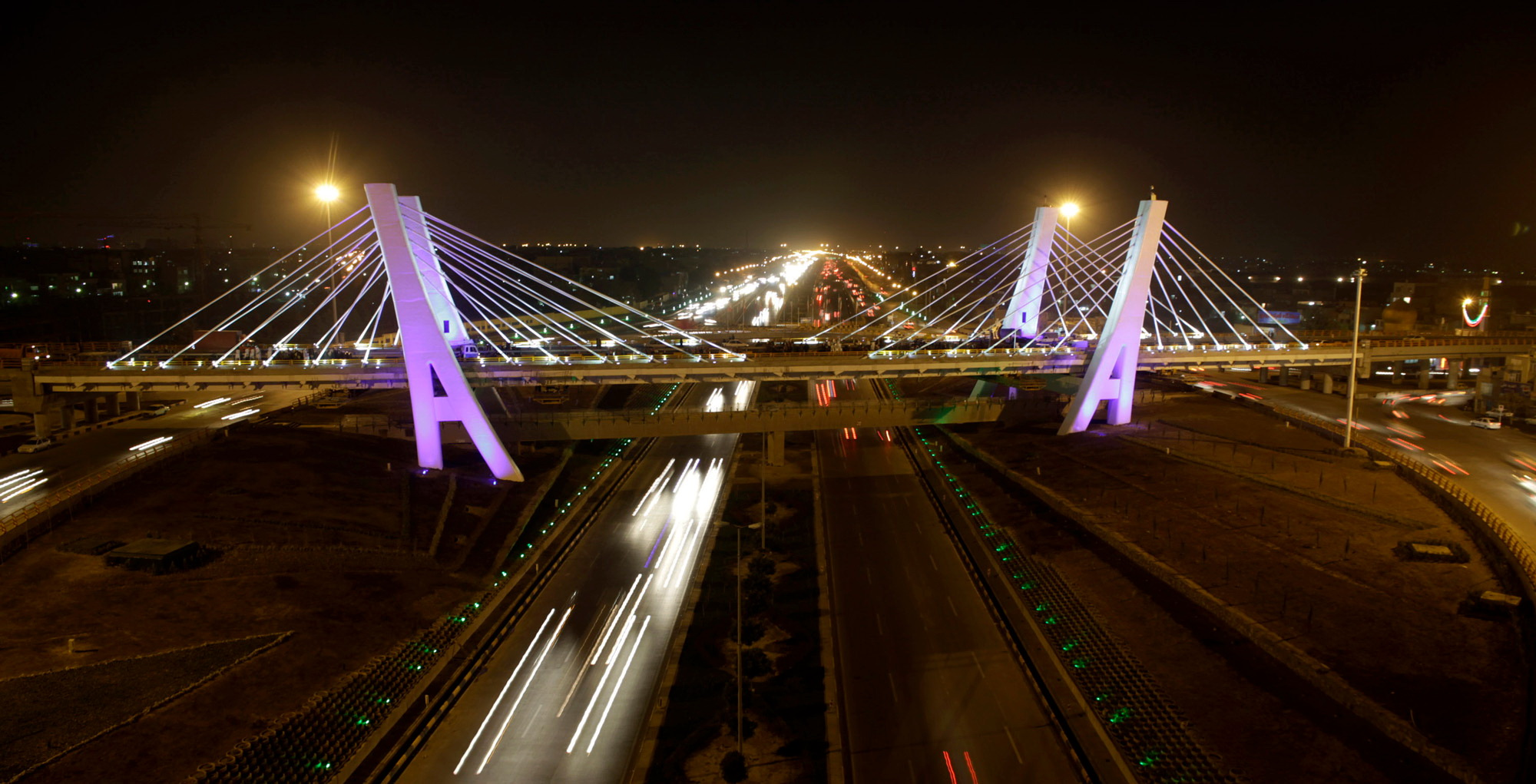
Автомобильные развязки

## География и климат

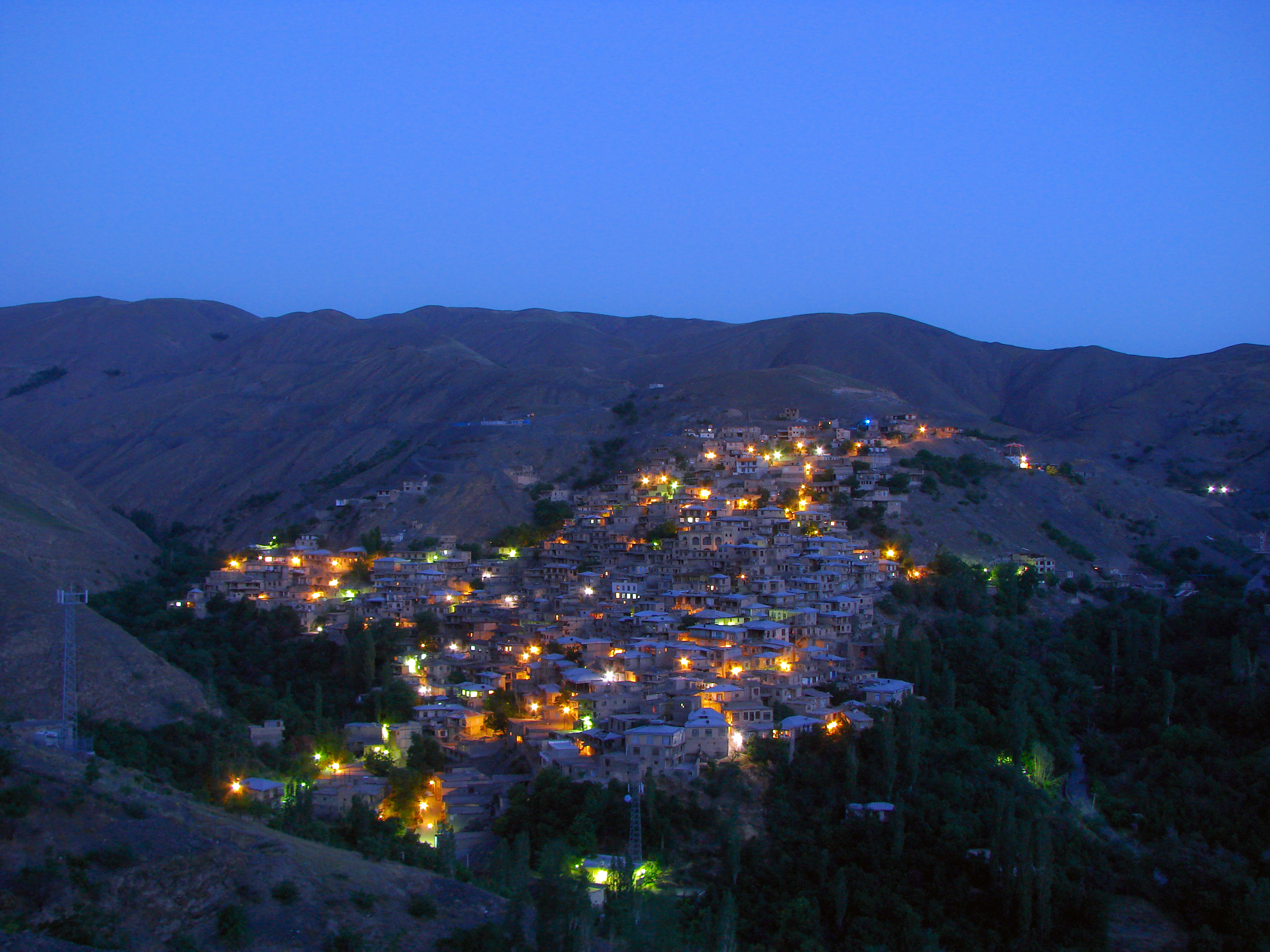
Пригороды Мешхеда

Площадь города и его окрестностей превышает 270 км². Он расположен приблизительно в 900 км от Тегерана. Находится недалеко от горных местностей Хезер-Дарре и Гаре-Даг на высоте приблизительно 980 метров. Самая высокая температура — 50,2 °C.
| Показатель                    | Янв. | Фев. | Март | Апр. | Май  | Июнь | Июль | Авг. | Сен. | Окт. | Нояб. | Дек. | Год   |
| ----------------------------- | ---- | ---- | ---- | ---- | ---- | ---- | ---- | ---- | ---- | ---- | ----- | ---- | ----- |
| Средний суточный максимум, °C | 6,7  | 8,6  | 14,1 | 32,1 | 38,6 | 40,6 | 41,2 | 40,7 | 39,3 | 22,0 | 15,8  | 9,6  | 25,8  |
| Средняя температура, °C       | −0,0 | 2,3  | 7,7  | 23,2 | 28,6 | 33,5 | 37,2 | 34,8 | 23,8 | 13,4 | 7,7   | 2,6  | 20,5  |
| Средний суточный минимум, °C  | −5,1 | −2,9 | 2,3  | 13,4 | 18,9 | 24,2 | 27,2 | 26,2 | 17,4 | 5,4  | 1,3   | −2,7 | 6,4   |
| Норма осадков, мм             | 32,6 | 34,5 | 55,5 | 45,4 | 27,2 | 4    | 1,1  | 0,7  | 2,1  | 8    | 16,1  | 24,3 | 251,5 |
| Средняя влажность, %          | 75   | 73   | 69   | 62   | 50   | 37   | 34   | 33   | 37   | 49   | 63    | 73   | 54    |
| Источник: World Climate       |      |      |      |      |      |      |      |      |      |      |       |      |       |

## Население

### Численность населения
Мешхед является вторым по численности населения городом Ирана после столицы — Тегерана. По состоянию на 2018 год в Мешхеде проживает более 3 миллионов человек, а в так называемой мешхедской агломерации более 3 миллионов 400 тысяч человек. Мешхед является одним из самых быстро растущих городов Ирана, и одним из самых привлекательных городов для переезда для граждан из других частей этой страны. Ежегодно город посещают более 20 миллионов паломников и туристов.

### Национальный состав
В национальном составе города преобладают персы. В городе также имеются значительные диаспоры туркмен, курдов и хорасанских тюрков. Также в городе проживают азербайджанцы, арабы, чараймаки. Мешхед является одним из главных центров афганской диаспоры в Иране. В Мешхед переезжают в поисках работы и лучшей жизни мигранты и иммигранты из Афганистана. Из-за этого, в городе также имеются достаточно многочисленные диаспоры афганских таджиков, узбеков, туркмен, хазарейцев и пуштун. В городе также имеется небольшое количество мигрантов и иммигрантов из Пакистана и Ирака.

### Языки
Официальным и самым распространенным языком в Мешхеде является персидский. В Мешхеде среди коренных жителей города распространен так называемый мешхедский го́вор, который некоторыми лингвистами считается одним из диалектов персидского языка, называемый машади́. Машади́ немного отличается от литературного персидского языка, а также от тегеранского диалекта или го́вора, и больше схож с гератским диалектом или го́вором языка дари, который распространен на северо-западе Афганистана, а также схож в произношении с таджикским языком. Из-за своего архаичного произношения по сравнению с литературным персидским или тегеранским говором, машади́ в последние годы выходит из употребления среди мешхедской молодежи, так как в остальном Иране, и особенно в Тегеране люди с насмешкой относятся к говору машади́, считая его деревенщиной, а также языком афганцев. Этому во многом способствуют также иранские СМИ
. В диалекте машади́, название города Мешхед произносится как Маша́д, а не Машха́д как в остальном Иране.
В Мешхеде помимо персидского языка также распространены туркменский, курдский, хорасанско-тюркский, дари, хорасанский диалект арабского, азербайджанский, узбекский, хазарейский, пушту и другие. Из европейских языков наибольшей популярностью пользуется английский язык, и им владеет значительное количество мешхедской молодежи, а также работники в сфере туризма. Также некоторую популярность имеет французский язык.

## Образование

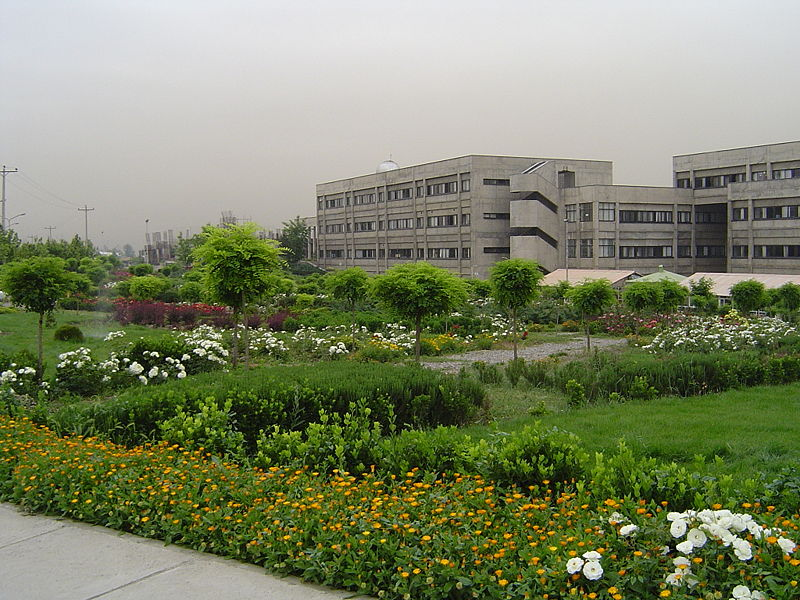
Один из корпусов Мешхедского университета

Мешхед является одним из главных образовательных центров Ирана. В городе функционируют множество крупных и престижных высших образовательных учреждений, как светских, так и религиозных. Крупнейшим высшим образовательным учреждением Мешхеда является Мешхедский университет имени Фирдоуси — один из крупнейших и престижнейших университетов Ирана. Другие университеты города: Мешхедский университет медицинских наук, Саджадский университет технологий, Мешхедский университет науки и новых технологий имени Гульбахара, Мешхедский международный университет имени Имама Резы.

## Туризм
В Мешхеде находится могила Фирдоуси. Она расположена в саду в 20 км от Мешхеда.

## Спорт
Мешхед — один из самых спортивных городов Ирана. В городе базируются ряд футбольных, мини-футбольных, баскетбольных, волейбольных и других общеспортивных клубов.

### Футбол
В городе существует несколько футбольных клубов. Самые сильные и известные среди них «Падидех» и «Сиях Джамеган», которые играют в высшем футбольном дивизионе Ирана — Про-лиге Персидского залива. В городе также базируются ещё два футбольных клуба — «Абумуслим» и «Паям», которые выступат в четвёртом футбольном дивизионе Ирана. Несмотря на участие двух последних упомянутых клубов в столь низком дивизионе, именно противостояние между этими двумя клубами имеет статус «Мешхедского дерби», история которого начинается с начала 1980-х годов, когда «Абумуслим» и «Паям» были сильнейшими клубами Мешхеда и входили в число сильнейших в Иране. Противостояние между «Падидех» и «Сиях Джамеган» имеет название «Нового мешхедского дерби». В городе также базируются ещё несколько футбольных клубов, которые участвуют в региональном чемпионате остана Хорасан-Резави.